# Cirrus

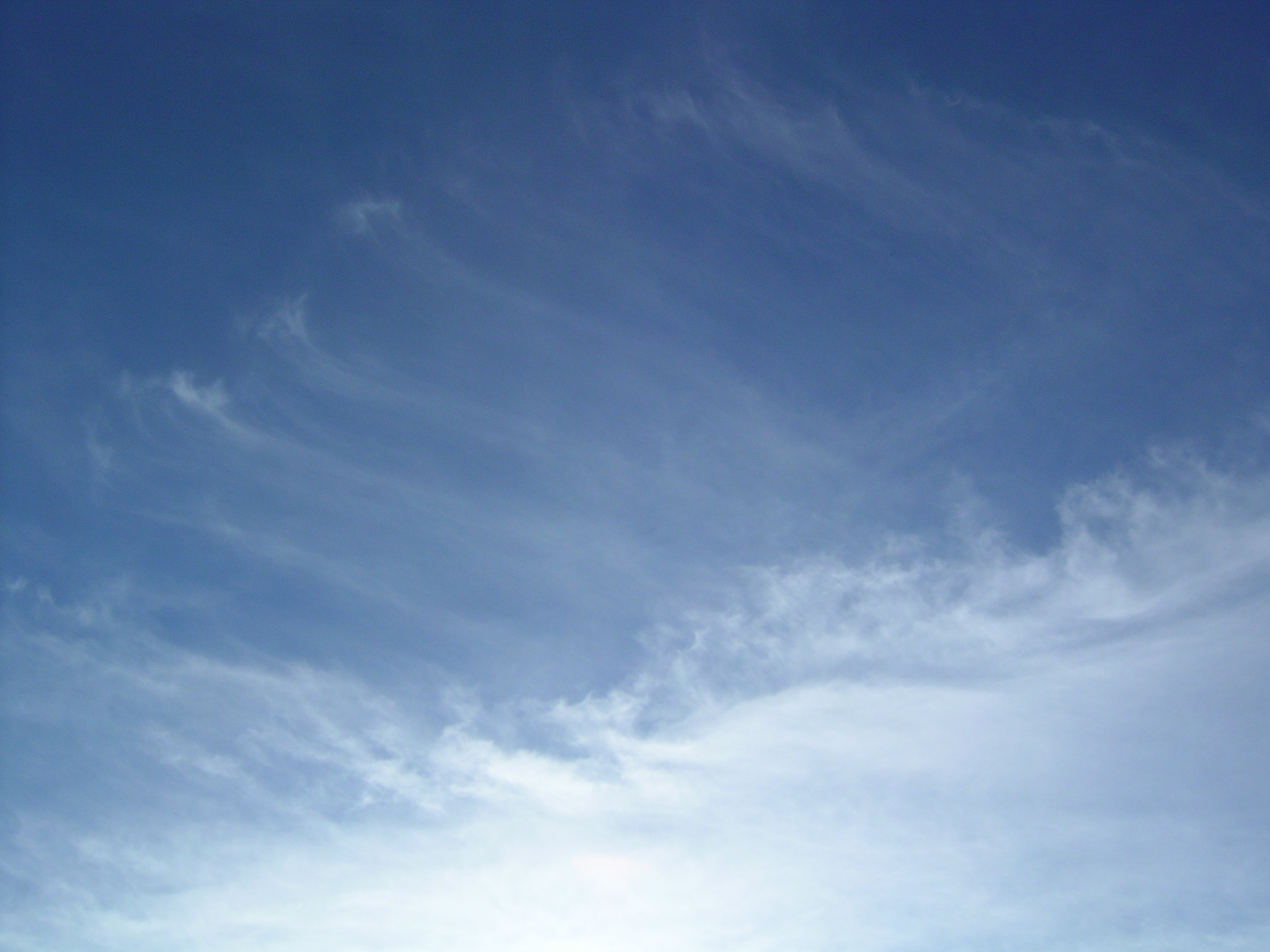
Chmury Cirrus uncinus (u góry fotografii) i Cirrus spissatus (u dołu)

Cirrus (Ci) – chmura pierzasta. Należy do chmur wysokich, zbudowanych z kryształków lodu. Chmury piętra wysokiego występują w górnej troposferze. Podstawa chmur pierzastych może wystąpić powyżej wysokości o temperaturze powietrza 0 °C, wyżej w atmosferze tropikalnej, niżej w obszarach polarnych. W Europie, chmura cirrus może występować na wysokości od 6000 do 12 000 m. Temperatury w chmurach cirrus wynoszą zwykle od −10 °C do −40 °C. Tropopauza jest naturalną barierą dla wierzchołków chmur pierzastych. Typowa chmura cirrus wyglądem przypomina nici pajęcze, delikatne włókna, „włosy anielskie”, pierze, nierzadko też kłaczki lub loczki.

## Morfologia (kształt)
Poza mniej lub bardziej zdefiniowanym wyglądem pierzastym, często obserwowaną i łatwo rozpoznawalnym gatunkiem chmury pierzastej jest Cirrus uncinus – ‘chmury pierzaste haczykowate’ lub cirrus przecinkowaty. Kształt haczykowaty (przecinkowaty) wynika z różnic w prędkości wiatru na różnych poziomach. Opadające kryształki lodu znajdują się w powietrzu o coraz mniejszej lub coraz większej prędkości, co powoduje charakterystyczny, wyciągnięty, haczykowaty wygląd. Natomiast zaczątek chmur Cirrus uncinus jest powodowany przypuszczalnie konwekcją.

## Gatunki chmur pierzastych (Cirrus)
Rodzaj Cirrus obejmuje kilka gatunków chmur lodowych w troposferze. Chmury Cirrus fibratus niekiedy są tak jednorodne, że przy dużym kącie wysokości Słońca niezauważalne gołym okiem.
- Cirrus fibratus (Ci fib) ‘pierzaste włókniste’;
- Cirrus uncinus (Ci unc) ‘pierzaste haczykowate’;
- Cirrus castellanus (Ci cas) ‘pierzaste wieżyczkowate’;
- Cirrus spissatus (Ci spi) ‘pierzaste gęste’;
- Cirrus floccus (Ci flo) ‘pierzaste kłaczkowate’.

## Odmiany chmur pierzastych
Wśród gatunków cirrusów można wyróżnić następujące odmiany:
- intortus (in) ‘potargane’;
- radiatus (ra) ‘promieniste’, włókna ułożone prostoliniowo;
- vertebratus (ve) ‘ościste’, w kształcie szkieletu ryby;
- duplicatus (du) ‘rozdwojone’, wielowarstwowe.

## Mikrofizyka

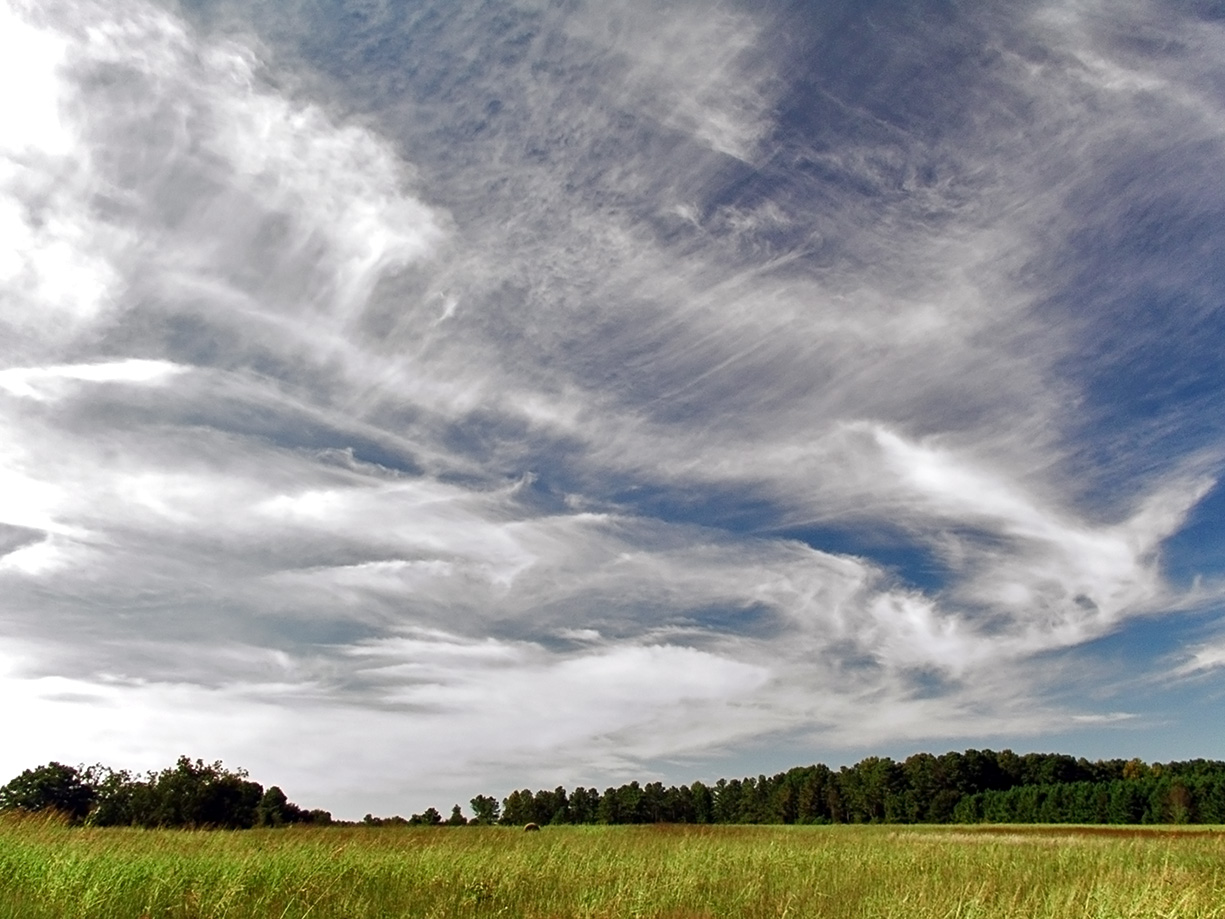
Chmury Cirrus fibratus vertebratus

Mikrofizyka chmur pierzastych jest stosunkowo prosta. Cirrusy zbudowane są wyłącznie z kryształków lodu głównie w kształcie heksagonalnych (sześciokątnych) płytek lub heksagonalnych kolumn. Nukleacja (początek krystalizacji) kryształów lodu w troposferze jest przypuszczalnie heterogeniczna, co oznacza, że jej zarodkami są zanieczyszczenia. Koncentracja kryształów lodu w górnej troposferze jest trudna do przewidzenia i istnieje szereg hipotez wyjaśniających, dlaczego jest ona często wyższa niż można by to ocenić na podstawie ilości lodowych jąder nukleacji. Kryształy tworzące chmury cirrus są dość jednorodne i nie wykazują ogromnej zmienności obserwowanej w kryształach lodu na powierzchni Ziemi. Masa kryształów lodu wydaje się być skorelowana ze zmniejszającą się temperaturą otoczenia, aczkolwiek korelacja ta nie jest bardzo wyraźna. Chmury lodowe rodzaju Cirrus występują także w atmosferze polarnej i w stratosferze, chociaż ich nazewnictwo jest mniej ustalone. W atmosferze polarnej chmury lodowe nazywane są polarnymi chmurami stratosferycznymi (PSC) i są w dużym stopniu odpowiedzialne za dziurę ozonową. Temperatury są wtedy niższe od –40 °C, a nukleacja kryształów lodu może przybierać inne formy, np. kryształy sześcienne.

## Powiązane zjawiska meteorologiczne
W szerokościach umiarkowanych chmury cirrus są zwykle jednym z pierwszych zwiastunów nadchodzącego ciepłego frontu atmosferycznego, a zatem pogorszenia pogody. Dzieje się tak dlatego, że ciepłe, wilgotne powietrze wślizguje się nad powietrze zimne, podobnie jak to ma miejsce w (nachylonym) pasie transmisyjnym, dostarczając wilgotności do wysokich warstw atmosfery. Para wodna, krystalizując się na lodowych jądrach nukleacji, tworzy chmury lodowe.
Cirrusy pojawiają się najczęściej na bezchmurnym niebie. Czasem występują razem z chmurami cirrostratus (łac. ‘warstwowopierzaste’) i
cirrocumulus (łac. ‘kłębiastopierzaste’) – taka sytuacja oznacza, że przełom pogody jest już bardzo posunięty.
Wyróżnić można tutaj kilka odmiennych sytuacji:
- gdy cirrusy przekształcają się w warstwę chmur cirrostratus, oznacza to zbliżanie się frontu ciepłego;
- szybkie pojawienie się cirrusów razem z poziomymi chmurami cumulus oznacza nadciąganie chłodnego powietrza z północy lub północnego zachodu,
- wolno przesuwające się ze wschodu na zachód czasem występują podczas ustalonej pięknej pogody.

W atmosferze w strefie międzyzwrotnikowej, częste są cirrusy, których grubość optyczna jest bardzo mała, tak że nie są dostrzegalne gołym okiem.
Odmianą chmur lodowych w atmosferze tropikalnej są cirrusy związane z intensywną konwekcją – kowadłem chmur konwekcyjnych.
Cirrusy powstają także z rozpadu smug kondensacyjnych samolotów lecących na wysokości tropopauzy.
Chmury pierzaste można również obserwować pod koniec dnia, w którym powstawały bardzo mocno rozbudowane chmury konwekcyjne pompujące parę wodną z warstwy granicznej do górnych warstw atmosfery.

## Powiązane zjawiska optyczne

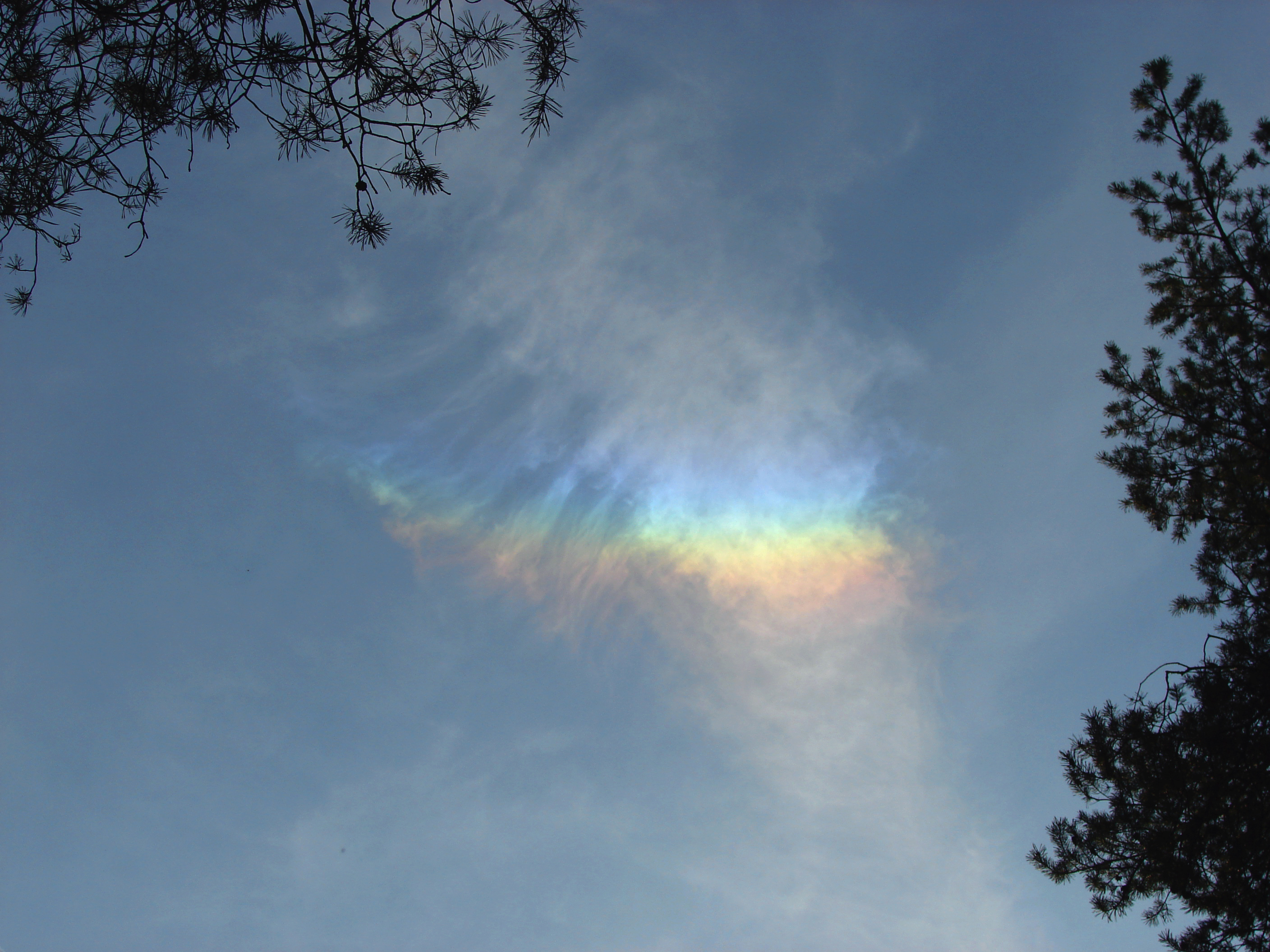
Fragment łuku okołozenitalnego na cirrusie powstałym ze wstęgi kondensacyjnej

Obecność sześciokątnych (heksagonalnych) kryształków lodu związana jest z fascynującymi zjawiskami optycznymi typu halo takie jak: łuk okołozenitalny, słońca poboczne oraz kilkoma innymi. Na podstawie obserwacji fotometeorów takich jak halo, można określić wielkość sześciokątnych kryształków lodu, ich ułożenie w atmosferze, a nawet to czy zawierają niedoskonałości. Dla przykładu zjawisko pełnego halo występuje tylko wtedy, kiedy kryształy lodu ułożone są losowo w atmosferze lub kiedy kilka kryształów jest złączonych ze sobą.
Na podstawie analizy zdjęć satelitarnych chmur wysokich, można określić prędkość wiatru na poziomie występowania chmur.

## Klimat i chmury pierzaste
Jedną z hipotez ogólnych zmian klimatu jest oddziaływanie chmur lodowych rodzaju cirrus poprzez sprzężenie zwrotne z parą wodną transportowaną do górnych warstw atmosfery.
Innym czynnikiem powodującym zwiększone stężenie pary wodnej może być transport samolotowy i zwiększona nukleacja kryształów lodu.
Cirrusy związane z intensywną konwekcją w atmosferze tropikalnej mogą, poprzez zmniejszenie stopnia nasłonecznienia, ograniczać temperaturę powierzchni oceanu (tzw. hipoteza termostatu w tropikach).
Chmury lodowe mają różny wpływ na temperaturę Ziemi w atmosferze tropikalnej i w atmosferze polarnej. Dzieje się tak dlatego, że chmury (a) odbijają przychodzące promieniowanie słoneczne; (b) oddziaływają z wychodzącym od Ziemi promieniowaniem podczerwonym (tzw. efekt cieplarniany). Niezależnie od wysokości i szerokości geograficznej, chmury cirrus odbijają promieniowanie słoneczne, zmniejszając w ten sposób jego ilość dochodzącą do powierzchni Ziemi. Albedo słoneczne chmur cirrus może się zmieniać od znikomego do nawet 50–70% w atmosferze tropikalnej. Natomiast efekt cieplarniany chmur cirrus zależy od szerokości geograficznej ze względu na ilość pary wodnej przy powierzchni Ziemi.
Symbol, którym oznacza się chmury rodzaju Cirrus: 